# Encyclopedia Africana

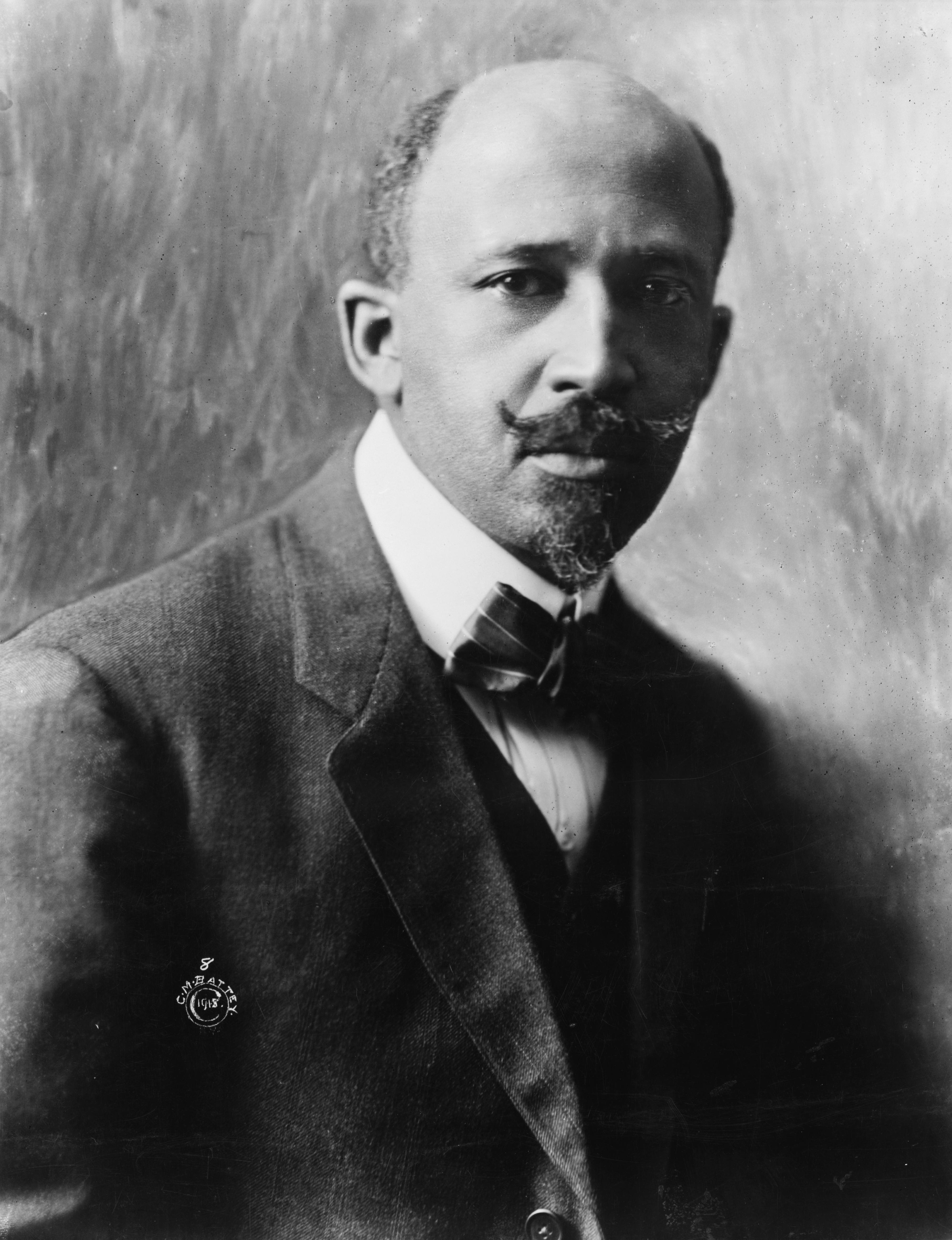
W. E. B. Du Bois (1918)

Die Encyclopedia Africana (kurz: Africana) ist eine Enzyklopädie zur Geschichte Afrikas und der afrikanischen Diaspora. Ihr Begründer war der afroamerikanische Gelehrte W.E.B. Du Bois, der ihre Konzeption als „unverhohlen afrozentrisch“ (unashamedly Afro-Centric) beschrieb.

## Hintergrund, Inhalt, Ausgaben
W. E. B. Du Bois stellte 1909 das Vorhaben einer Encyclopedia Africana vor und gewann zahlreiche Afrikaforscher, darunter Karl Weule, und andere Wissenschaftler als Mitglieder des Kuratoriums der Reihe. Doch letztlich vermochte er die für die Publikation nötigen Gelder nicht aufzubringen.
Nach der Unabhängigkeit Ghanas bat Kwame Nkrumah Du Bois und seine Lebensgefährtin, die Ballettregisseurin Shirley Graham, das Großprojekt mit dem Titel „Encyclopedia Africana“ wiederaufzunehmen. Du Bois begann daraufhin die Arbeit an der Enzyklopädie Anfang der 1960er Jahre, verstarb jedoch kurz darauf in Ghana.
Die erste Ausgabe der Africana (1999) umfasst einen Band. Sie ist thematisch dreigeteilt und beinhaltet Artikel über afro-amerikanische, afro-lateinamerikanische und afrikanistische Themen.
Die zweite Ausgabe (2005, hrsg. von Henry Louis Gates, Jr. und Kwame Anthony Appiah) beinhaltet 3500 Stichwörter in fünf Bänden. Die ebenfalls von Gates und Appiah online herausgegebene Encyclopedia of Africa bei Oxford Reference mit etwa 1300 Stichwörtern besteht im Kern aus Einträgen dieser Ausgabe.